# Бије (Манш)
Бије (фр. Buais) насеље је и општина у северној Француској у региону Доња Нормандија, у департману Манш која припада префектури Авранш.
По подацима из 2011. године у општини је живело 552 становника, а густина насељености је износила 30,8 становника/km². Општина се простире на површини од 17,92 km². Налази се на средњој надморској висини од 216 метара (максималној 238 m, а минималној 115 m).

## Демографија
| 1962. | 1968. | 1975. | 1982. | 1990. | 1999. | 2011. |
| ----- | ----- | ----- | ----- | ----- | ----- | ----- |
| 819   | 901   | 822   | 776   | 702   | 652   | 552   |

График промене броја становника у току последњих година